# Martín Jaite
Martín Jaite (Buenos Aires, 9 oktober 1964) is een voormalig Argentijns tennisser die tussen 1983 en 1993 actief was in het professionele tenniscircuit. 
Jaite is vooral bekend als gravelspecialist en heeft in zijn carrière twaalf ATP-toernooien in het enkelspel op zijn naam geschreven en stond daarnaast nog in zeven finales. 
Tegenwoordig is Jaite toernooidirecteur van het ATP-toernooi van Buenos Aires.

## Palmares
| Legenda                       | Legenda               |
| ----------------------------- | --------------------- |
| Grand Slam                    |                       |
| Olympische Spelen             |                       |
| tot 2009                      | vanaf 2009            |
| Tennis Masters Cup            | ATP Finals            |
| ATP Masters Series            | ATP Tour Masters 1000 |
| ATP International Series Gold | ATP Tour 500          |
| ATP International Series      | ATP Tour 250          |

#### Enkelspel
| Nr.                  | Datum             | Toernooi           | Ondergrond | Tegenstander in finale | Score                   | Details |
| -------------------- | ----------------- | ------------------ | ---------- | ---------------------- | ----------------------- | ------- |
| Gewonnen finales     |                   |                    |            |                        |                         |         |
| 1.                   | 3 maart 1985      | ATP Buenos Aires   | Gravel     | Diego Pérez            | 6-4, 6-2                | Details |
| 2.                   | 15 juni 1986      | ATP Bologna        | Gravel     | Paolo Canè             | 6-2, 4-6, 6-4           | Details |
| 3.                   | 14 september 1986 | ATP Stuttgart (1)  | Gravel     | Jonas Svensson         | 7-5, 6-2                | Details |
| 4.                   | 27 september 1987 | ATP Barcelona      | Gravel     | Mats Wilander          | 7-6, 6-4, 4-6, 0-6, 6-4 | Details |
| 5.                   | 4 oktober 1987    | ATP Palermo        | Gravel     | Karel Nováček          | 7-6, 6-7, 6-4           | Details |
| 6.                   | 30 juli 1989      | ATP Stuttgart (2)  | Gravel     | Goran Prpić            | 6-3, 6-2                | Details |
| 7.                   | 17 september 1989 | ATP Madrid         | Gravel     | Jordi Arrese           | 6-3, 6-2                | Details |
| 8.                   | 12 november 1989  | ATP São Paulo      | Tapijt     | Javier Sánchez         | 7-6, 6-3                | Details |
| 9.                   | 26 november 1989  | ATP Itaparica      | Hardcourt  | Jay Berger             | 6-4 6-4                 | Details |
| 10.                  | 11 februari 1990  | ATP Guarujá        | Hardcourt  | Luiz Mattar            | 3-6, 6-4, 6-3           | Details |
| 11.                  | 15 juli 1990      | ATP Gstaad         | Gravel     | Sergi Bruguera         | 6–3, 6–7(5), 6–2, 6–2   | Details |
| 12.                  | 21 april 1991     | ATP Nice           | Gravel     | Goran Prpić            | 3-6, 7-6(1), 6-3        | Details |
| Verloren finales     |                   |                    |            |                        |                         |         |
| 1.                   | 14 juli 1985      | ATP Boston (1)     | Gravel     | Mats Wilander          | 2-6, 4-6                | Details |
| 2.                   | 21 juli 1985      | ATP Washington     | Gravel     | Yannick Noah           | 4-6, 3-6                | Details |
| 3.                   | 27 juli 1986      | ATP Boston (2)     | Gravel     | Andrés Gómez           | 5-7, 4-6                | Details |
| 4.                   | 17 mei 1987       | ATP Rome           | Gravel     | Mats Wilander          | 3-6, 4-6, 4-6           | Details |
| 5.                   | 24 april 1988     | ATP Monte Carlo    | Gravel     | Ivan Lendl             | 7-5, 4-6, 5-7, 3-6      | Details |
| 6.                   | 16 april 1989     | ATP Rio de Janeiro | Tapijt     | Luiz Mattar            | 4-6, 7-5, 4-6           | Details |
| 7.                   | 6 augustus 1989   | ATP Kitzbühel      | Gravel     | Emilio Sánchez         | 6-7, 1-6, 6-2, 2-6      | Details |
| Gewonnen challengers |                   |                    |            |                        |                         |         |
| 1.                   | 7 mei 1984        | Curitiba           | Gravel     | Ivan Kley              | 6-2, 6-4                |         |

### Dubbelspel
| Nr.                           | Datum          | Toernooi         | Ondergrond | Partner            | Tegenstanders in finale        | Score    | Details |
| ----------------------------- | -------------- | ---------------- | ---------- | ------------------ | ------------------------------ | -------- | ------- |
| Gewonnen finales heren dubbel |                |                  |            |                    |                                |          |         |
| 1.                            | 3 maart 1985   | ATP Buenos Aires | Gravel     | Christian Miniussi | Eduardo Bengoechea Diego Pérez | 6-4, 6-3 | Details |
| Verloren finales heren dubbel |                |                  |            |                    |                                |          |         |
| 1.                            | 7 oktober 1987 | ATP Barcelona    | Gravel     | Víctor Pecci       | Pavel Složil Tomáš Šmíd        | 2-6, 0-6 | Details |

## Prestatietabel
| Legenda | Legenda                          |
| ------- | -------------------------------- |
| g.t.    | geen toernooi gehouden           |
| l.c.    | lagere categorie                 |
| –       | niet deelgenomen                 |
| G       | uitgeschakeld in de groepsfase   |
| 1R      | uitgeschakeld in de eerste ronde |
| 2R      | uitgeschakeld in de tweede ronde |
| 3R      | uitgeschakeld in de derde ronde  |
| 4R      | uitgeschakeld in de vierde ronde |
| KF      | uitgeschakeld in de kwartfinale  |
| HF      | uitgeschakeld in de halve finale |
| F       | de finale verloren               |
| W       | het toernooi gewonnen            |
| w-v     | winst/verlies-balans             |

### Prestatietabel grand slam, enkelspel
| Toernooi        | 1984 | 1985 | 1986 | 1987 | 1988 | 1989 | 1990 | 1991 | 1992 |
| --------------- | ---- | ---- | ---- | ---- | ---- | ---- | ---- | ---- | ---- |
| Australian Open | –    | –    | –    | –    | –    | –    | –    | 2R   | 3R   |
| Roland Garros   | 2R   | KF   | 4R   | 4R   | 3R   | 2R   | 4R   | 2R   | 1R   |
| Wimbledon       | –    | –    | 2R   | –    | –    | –    | –    | –    | –    |
| US Open         | –    | 3R   | 1R   | 1R   | 2R   | 3R   | 2R   | 1R   | –    |

### Prestatietabel grand slam, dubbelspel
| Toernooi        | 1985 | 1989 | 1990 | 1991 |
| --------------- | ---- | ---- | ---- | ---- |
| Australian Open | –    | –    | –    | 1R   |
| Roland Garros   | 1R   | –    | –    | –    |
| Wimbledon       | –    | –    | –    | –    |
| US Open         | –    | 1R   | 1R   | –    |